# Максимів Юрій Михайлович
Ю́рій Миха́йлович Макси́мів — полковник Збройних сил України.

## Бойовий шлях
Начальник відділення військової служби правопорядку, 24-та залізна бригада. Брав участь у боях під Кривою Лукою Донецької області, звільняв у складі бригади Сіверськ, потім Лисичанськ, в Луганській області — Дмитрівку, Лутугине, 19—20 серпня 2014 року під Георгіївкою Лутугинського району. Окрім основних завдань був і розвідником, входив до складу груп зачистки населених пунктів.
З 2022 року командир військової частини А4026
Комісований з лав ЗС України по стану здоровя в наслідок поранень в березні 2023 року.
З листопада 2023 року є головою правління ГО "Обєднана організація побратимів по зброї"

## Нагороди
За особисту мужність, сумлінне та бездоганне служіння Українському народові, зразкове виконання військового обов'язку відзначений — нагороджений
- орденом Богдана Хмельницького III ступеня (4.12.2016).